# Чисекеди, Дениз Ньякеру
Дениз Ньякеру Чисекеди (фр. Denise Nyakeru Tshisekedi; род. 9 марта 1967, Букаву, Южное Киву) — супруга пятого президента Демократической Республики Конго Феликса Чисекеди. Первая леди Демократической Республики Конго с 24 января 2019 года. Также с 6 февраля 2021 года формально занимает должность первой леди Африканского союза.

## Биография

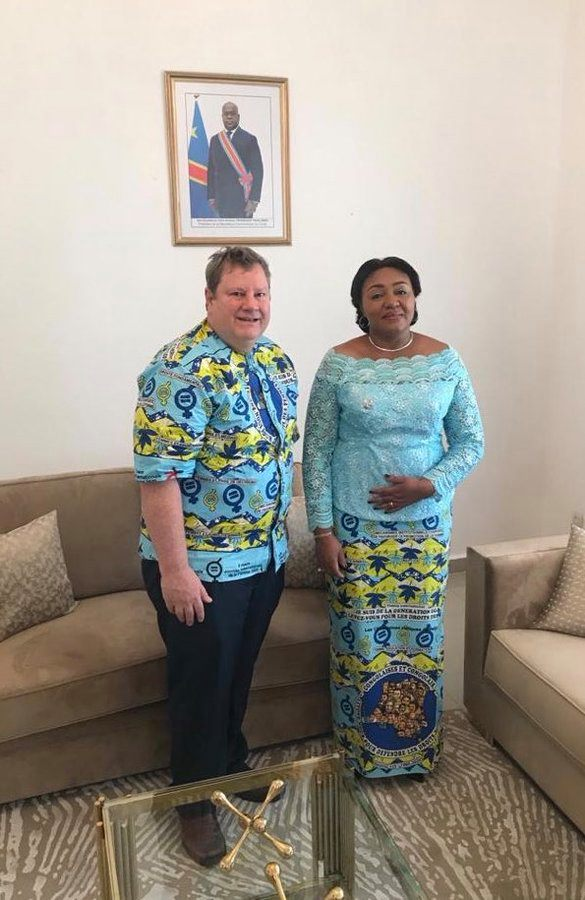
Дениз Ньякеру Чисекеди с послом США в ДРК Майклом Хаммером. Мбужи-Майи, 8 марта 2020 года

Дениз Някеру родилась 9 марта 1967 года в Букаву, Южное Киву.
Её отец занимал ответственную должность в администрации. Одна из сестёр Дениз, Жаннетт, работала дипломатом в Лондоне.
Ей было всего 9 месяцев, когда она потеряла отца, мать и одного из своих дядей в автокатастрофе в Букаву. Из-за преждевременной смерти родителей она не смогла выучить родной язык маши.
Дядя Сильвестр Нгами Мудахва, католический капеллан Вооружённых сил Заира, принял Дениз вместе с её братьями и сёстрами в Киншасе. Благодаря ему они получили образование. Именно в столице юная Дениз изучила язык лингала.
В учёбе Дениз важную роль сыграла роль семейная солидарность. Её сестра Стефани («Фанни») принимала её в Брюсселе, когда она училась на медсестру, и её сестра Жаннетт принимала её в Лондоне, когда она проходила там стажировку.
Один из старших братьев Дениз Джон Ньякеру несколько лет работал в протокольном отделе президентства под руководством Жозефа Кабилы, в то время как её муж Феликс находился в оппозиции. 6 марта 2019 года, после своего избрания, Феликс Чисекеди назначил его главой этой же службы.
Несколько месяцев первая леди работала медсестрой в Jardins d’Ariane, доме престарелых в муниципалитете Волюве-Сен-Ламбер в Брюсселе. Она не уходила с этой работы до начала президентской кампании мужа.

## Деятельность
Дениз Ньякеру Чисекеди отвечает за предотвращение сексуального насилия, связанного с конфликтами.
8 марта 2019 года, в Международный женский день, она выступила с речью и объявила о своём намерении инвестировать в борьбу с насилием и дискриминацией, жертвами которых являются женщины. 9 мая призывала к повышению квалификации акушерок в стране.
В 2020 году выразила обеспокоенность по поводу роста семейно-бытового насилия после введения изоляционных мер в связи с COVID-19.
5 мая 2021 года Дениз Ньякеру Чисекеди отправилась в родильный дом Китокимоси в коммуне Монт-нгафула и больницы Кинтамбо по случаю Международного дня акушерки. Она призвала акушерок стоять твёрдо и с любовью выполнять эту «благородную» работу — помогать женщинам давать жизнь.

## Личная жизнь
Дениз Ньякеру познакомилась с Феликсом Чисекеди в Бельгии. Они поженились в 1996 году. У пары пятеро детей: Фанни, Энтони, Кристина, Сабрина и Серена.
Является основателем и президентом «Фонда Дениз Ньякеру Чисекеди» (FDNT), основной целью которого является улучшение социальных условий конголезцев в целом и в частности конголезских женщин. Фонд определил приоритетные области вмешательства, такие как: здравоохранение, образование, расширение прав и возможностей женщин и борьба с гендерным насилием.

## Награды
12 марта 2019 года специальный представитель Генерального секретаря ООН по вопросам сексуального насилия во время конфликта Прамила Паттен вручила награду ООН Дениз Ньякеру Чисекеди в Киншасе. 12 апреля 2019 года Дениз Ньякеру была названа «Чемпионом по предотвращению сексуального насилия в условиях конфликта».